# Louis Auguste Mercier

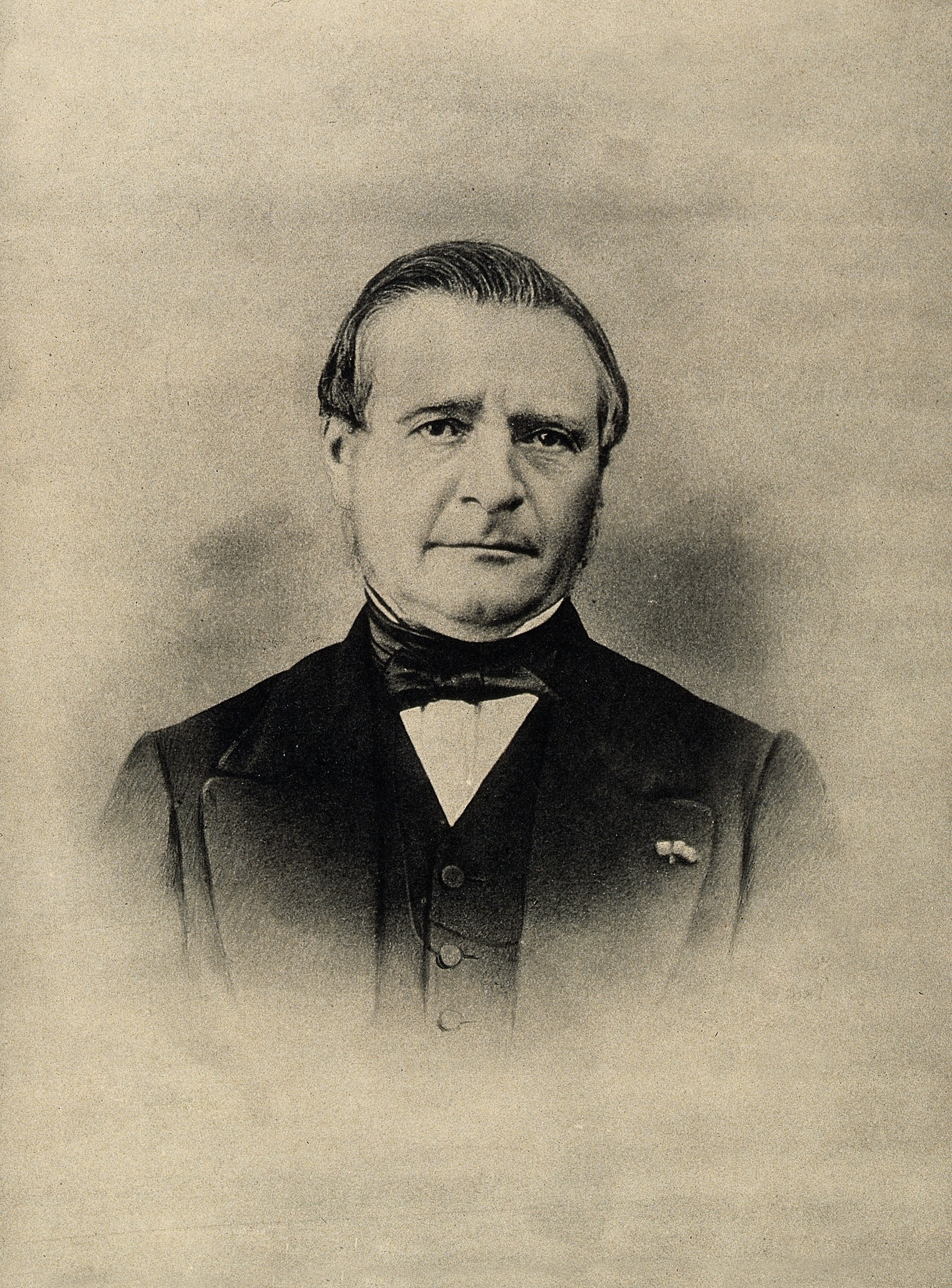
Louis Auguste Mercier

Louis Auguste Mercier (* 21. August 1811 in Plessis-Saint-Jean; † 11. Juni 1881) war ein französischer Mediziner (Urologe) und Chirurg.
Mercier wurde 1839 in Paris in Medizin promoviert. Danach praktizierte er als Arzt und Chirurg, wobei er sich vor allem mit dem Urogenitaltrakt befasste und viel darüber veröffentlichte. 
1836 führte er einen Blasenkatheter ein, den er 1841 verbesserte. Ein Katheter mit winklig abgebogenen Schnabel ist nach ihm benannt.
Als Medizinhistoriker schrieb er über die Krankheit von Jean Jacques Rousseau.